# Linophryne coronata
Linophryne coronata är en fiskart som beskrevs av Parr 1927. Linophryne coronata ingår i släktet Linophryne och familjen Linophrynidae. Inga underarter finns listade i Catalogue of Life.